# Поліс Юнайтед (футбольний клуб, Беліз)
Футбольний клуб Поліс Юнайтед або просто «Поліс Юнайтед» (англ. Police United Football Club) — белізький футбольний клуб з міста Бельмопан, який виступає в Прем'єр-лізі Белізу. Домашні матчі проводить на стадіоні «Ісідоро Бітон».

## Історія
Команду було засновано в Бельмопані, столиці Белізу, 2012 року. Частина гравців команди є офіцерами місцевої поліції.

## Досягнення
- Прем'єр-ліга
  -  Чемпіон (2): 2013 (C), 2015 (A)
  -  Срібний призер (4): 2012 (C), 2012 (A), 2014 (C), 2014 (A)

## Статистика виступів на континентальних турнірах
- Ліга чемпіонів КОНКАКАФ
  - 2016/17 — Груповий етап

## Відомі гравці
До списку потрапили гравці, які мають досвід виступів у складі національних збірних.
- Гаррісон Рошес
- Тревор Леннен
- Еймін Огест мол.
- Даніель Хіменес
- Дейвон Мекін